# La vendetta di Nick
La vendetta di Nick (Tatort: Kopfgeld) è un film TV del 2014, diretto da Christian Alvart, episodio 903 della serie televisiva Tatort.

## Trama
Ad Amburgo, i poliziotti Nick Tschiller e Yalcin Gümer cercano di sgominare il clan curdo degli Astan, che fa affari con il traffico di stupefacenti. Nick, su cui Firat Astan ha messo una taglia, si rivolge a un collega dell'antridroga, Enno Kromer, e scopre che è in arrivo una consegna di cristalli di metanfetamina, ma la sua azione mette in pericolo l'ex moglie Isabella Schoppenroth e la figlia Lenny, oltre al procuratore Hanna Lennerz, che viene picchiata selvaggiamente.

## Personaggi e interpreti
- Til Schweiger: Nick Tschiller
- Fahri Yardım: Yalcin Gümer
- Tim Wilde: Holger Petretti
- Britta Hammelstein: Ines Kallwey
- Ralph Herforth: Enno Kromer
- Erdal Yildiz: Firat Astan
- Luna Schweiger: Lenny Tschiller
- Stefanie Stappenbeck: Isabella Schoppenroth
- Edita Malovčić: Hanna Lennerz
- Carlo Ljubek: Rahid Astan

## Produzione
Il film è stato girato ad Amburgo in 24 giorni di riprese, dal 24 settembre al 30 ottobre 2013.

## Distribuzione
La prima trasmissione de La vendetta di Nick è stata il 9 marzo 2014 in prima serata su Das Erste, la prima rete tedesca; il film è stato visto in Germania da oltre 10 milioni di spettatori, per una quota di share del 27,7%.
In Italia è stato trasmesso per la prima volta il 24 febbraio 2016, su Rete 4.